# 笹岡征矢
笹岡 征矢（ささおか ゆうや、1990年8月17日 - ）は、日本の舞台俳優である。元劇団四季所属。愛媛県松山市出身。

## 来歴
中学3年生からジャズダンスを習う。そこにいた先輩に『マンマ・ミーア!』の観劇に誘われ、歌と迫力のある舞台に感動し、これをきっかけにミュージカル俳優を志す。
2008年、劇団四季のオーディションに合格。当時高校生だったため、卒業した2009年4月に研究所に入所する。
2009年10月、コーラスラインのフランク役でデビューする。研究所に入ってから半年で抜擢されたことになる。

## 出演作品
- コーラスライン（フランク、マイク）
- 雪ん子（韋駄天のくろ、はやてのげん）
- エルコスの祈り（ピーター）
- 赤毛のアン（ギルバート・ブライス、トミー、ムーディー）
- ガンバの大冒険（忠太）
- 夢から醒めた夢（エンジェル）
- 桃次郎の冒険（桃次郎）
- ウェストサイド物語（ベイビー・ジョーン）
- ユタと不思議な仲間たち（ユタ）
- CATS（マンゴジェリー）
- 池袋ウエストゲートパーク SONG＆DANCE（マサオカ、セイヤ）
- シブヤデアイマショウ（2021年4月18日 - 4月25日、Bunkamuraシアターコクーン）